# Єреванський фізичний інститут
Єреванський фізичний інститут  (ЄрФІ, вірм. Երևանի ֆիզիկայի ինստիտուտ) — науково-дослідний інститут у столиці Республіки Вірменія Єревані. Інститут був заснований у 1944 році як філія Єреванського державного університету братами Абрамом Аліхановим і Артемом Аліханьяном. В 2011 році інститут було перейменовано в Національну наукову лабораторію імені А. Аліханьяна (ННЛА).

## Історія і стратегія
Єреванський фізичний інститут був заснований у 1944 році як філія Єреванського державного університету братами Абрамом Аліхановим і Артемом Аліханьяном. Через два роки на горі Араґац було створено дві високогірні космічні станції: «Араґац» (3200 м) і «Нор Амберд» (2000 м). У 1963 році ЄрФІ був переведений у Державний комітет з атомної енергії СРСР. Спорудження електронного синхротрона на енергію 6 ГеВ, закінчене в 1967 році, стало важливою віхою в історії інституту. Це був перший прискорювач частинок у Вірменії (АРУС, вірм. ԱՐՈՒՍ). Після розпаду СРСР ЄрФІ продовжує свою наукову діяльність у галузі фізики високих енергій та астрофізики як у Вірменії, так і на найбільших закордонних прискорювачах і детекторах космічного випромінювання. В даний час[коли?] ЄрФІ отримав статус національної наукової лабораторії.

## Стислий огляд наукової діяльності
Основними результатами, отриманими ЄрФІ з початку його заснування, були:
- відкриття протонів і нейтронів у космічних променях,
- отримання перших свідчень існування в космічних променях частинок з масами проміжними між мюонами і протонами.

Високогірні наукові станції донині залишаються головною науково-дослідною базою Відділення фізики космічних променів (ВКП) ЄрФІ. Основними досягненнями ВКП були:
- відкриття гострого коліна в легких компонентах первинних космічних променів,
- виявлення високоенергійних протонів, прискорених на Сонці,
- створення в 2000 році мережі детекторів частинок, названої Севан — Араґацького центру з вивчення сонячно-земних зв'язків, де ВКП стає одним зі світових лідерів.

В 1967 році було закінчено спорудження електронного синхротрона на 6 ГеВ. Протягом 1970—1991 років синхротрон працював з енергією до 4,5 ГеВ і у Відділенні експериментальної фізики ЄрФІ були отримані значні результати з вивчення: адронних властивостей фотонів у фотопродукції {\displaystyle \pi }-мезонів на ядрах, структури ядерних резонансів у мультиполяризаційних експериментах, структури та характеристики ядерної речовини, важливих властивостей рентгенівського перехідного випромінювання і каналювання в монокристалах. Завдяки цим досягненням, починаючи з 1985 року, фізики ЄрФІ успішно беруть участь у великих міжнародних колабораціях. Традиційною темою досліджень в ЄрФІ є розробка нових детекторів частинок. Широкозазорні іскрові камери і детектори рентгенівського перехідного випромінювання є прикладами експериментальних методик, розроблених і реалізованих в ЄрФІ.
В останні роки[коли?] групи вчених Єреванського фізичного інституту беруть активну участь у закордонних експерименти в галузі фізики середніх і високих енергій (JLab, DESY, CERN-LHC, MAX-Lab, MAMI), досліджують структури мезонів і нуклонів, електромагнітні взаємодії нуклонів, кварк-адронний дуалізм, нуклон-нуклонні кореляції на близькій відстані, адронізацію кварка в ядерному середовищі, фізику за межами Стандартної моделі, пошук бозона Хіггса, кварк-глюонну плазму, поділ та фрагментацію ядер і гіперядер тощо, а також конструюють експериментальне обладнання та розробляють програмне забезпечення для збору та аналізу даних.
В Теоретичному відділі значні успіхи досягнуті в таких галузях: фізика B-мезонів, КХД і пов'язана феноменологія, нейтринна фізика, квантова теорія поля, теорія струн/М, інтегровані моделі, статистична фізика, фізика конденсованих середовищ і квантової інформації. Ці результати отримали міжнародне визнання і мають високу цитованість.
У середині 1980-х років у ЄрФІ було розроблено концепцію стереоскопічного підходу до гамма-астрономії надвисоких енергій з використанням атмосферних черенковських телескопів багаторазового зображення (IACT). Ця концепція була дуже успішно реалізована в системи IACT (HEGRA), після чого вірменські фізики стали учасниками роботи систем IACT на Канарських островах (MAGIC) і в Намібії (H.E.S.S.).
Протягом багатьох років, Відділення прикладної фізики ЄрФІ успішно досліджує електронно-енергетичну структуру нових широкосмугових лазерних матеріалів, використовуючи синхротронне випромінювання різних ділянок спектру. Ці дослідження проводилися співробітниками ЄрФІ в DESY, вони будуть продовжені в MaxLab-II (Швеція)[коли?].
Близько 30 % наукових публікацій Вірменії належать вченим ЄрФІ. Більша частина цих робіт опублікована в журналах з високим імпакт-фактором. Високий рівень досліджень, проведених в національній лабораторії, підтверджується їх високою цитованістю — більше 60 % від загального обсягу посилань на статті, опубліковані вченими Вірменії, належать вченим ЄрФІ.

## Структура
ЄрФІ має шість відділень та Обчислювальний центр. Науково-виробничі майстерні також є частиною інституту.
Основні напрямки досліджень:
- фізика елементарних частинок,
- ядерна фізика,
- фізика космічних променів і астрофізика,
- теоретична фізика,
- фізика конденсованих середовищ,
- радіобіологія,
- дослідження ізотопів та їх виробництво,
- комп'ютерні мережі, обчислювальна техніка,
- освітня програма.

## Директори
- Артем Аліханян (1944—1973)
- Андрій Аматуні (1973—1992)
- Рубен Мкртчян (1992—2001)
- Грачья Асатрян (2001—2008)
- Ашот Чілінгарян (з 2008)